# Palette (album)
Pour les articles homonymes, voir Palette.
Albums de IU
Chat-Shire
(2015)
Singles
1. Through the Night
Sortie : 24 mars 2017
2. Can't Love You Anymore
Sortie : 7 avril 2017
3. Palette
Sortie : 21 avril 2017
4. Dear Name
Sortie : 21 avril 2017[1]

Palette (hangeul: 팔레트 ; RR: Palleteu) est le quatrième album studio coréen de l'auteur-compositeur-interprète et actrice sud-coréenne IU. Il est sorti à 18h heure coréenne le 21 avril 2017 par LOEN Entertainment sous sa filiale Fave Entertainment. C'est son premier album depuis Chat-Shire (2015) et son premier album studio depuis Modern Times (2013).
Les deux singles "Through the Night" et "Can't Love You Anymore" sont respectivement sortis le 24 mars et le 7 avril,. Le single principal éponyme ainsi que "Dear Name" sont sortis le 21 avril 2017.

## Liste des pistes
| Téléchargement | Téléchargement                                                  | Téléchargement    | Téléchargement             | Téléchargement              | Téléchargement | Téléchargement | Téléchargement | Téléchargement | Téléchargement |
| No             | Titre                                                           | Paroles           | Musique                    | Arrangement                 | Durée          |                |                |                |                |
| -------------- | --------------------------------------------------------------- | ----------------- | -------------------------- | --------------------------- | -------------- | -------------- | -------------- | -------------- | -------------- |
| 1.             | Dlwlrma (hangeul: 이 지금) (RR: I jigeum)                       | IU                | Kim Je-hwi                 | Kim Je-hwi                  | 3:02           |                |                |                |                |
| 2.             | Palette (팔레트) (Palleteu); featuring G-Dragon)                | IU, G-Dragon      | IU                         | Lee Jong-hoon               | 3:37           |                |                |                |                |
| 3.             | Ending Scene (이런 엔딩) (Ireon ending)                         | IU                | Sam Kim                    | Lee Jong-hoon               | 4:09           |                |                |                |                |
| 4.             | Can't Love You Anymore (사랑이 잘) (Sarangi jal); avec Oh Hyuk) | IU, Oh Hyuk       | IU, Oh Hyuk, Lee Jong-hoon | Lee Jong-hoon               | 3:15           |                |                |                |                |
| 5.             | Jam Jam (잼잼) (Jaemjaem)                                       | Sunwoo Jungah, IU | Sunwoo Jungah              | Sunwoo Jungah, Yoo Sukcheol | 3:38           |                |                |                |                |
| 6.             | Black Out                                                       | IU                | Lee Jong-hoon              | Lee Jong-hoon               | 3:47           |                |                |                |                |
| 7.             | Full Stop (마침표) (Machimpyo)                                  | IU                | Son Sungje                 | Son Sungje                  | 3:56           |                |                |                |                |
| 8.             | Through the Night (밤편지) (Bampyeonji)                         | IU                | Kim Je-hwi, Kim Hee-won    | Kim Je-hwi, Kim Hee-won     | 4:13           |                |                |                |                |
| 9.             | Love Alone (그렇게 사랑은) (Geureoke sarangeun)                 | Lee Byung-woo     | Lee Byung-woo              | Lee Byung-woo               | 4:41           |                |                |                |                |
| 10.            | Dear Name (이름에게) (Ireumege)                                 | IU, Kim Eana      | Lee Jong-hoon              | Lee Jong-hoon               | 4:49           |                |                |                |                |
| 39:56          |                                                                 |                   |                            |                             |                |                |                |                |                |

## Classements

### Hebdomadaires
| Classement (2017)           | Meilleure position |
| --------------------------- | ------------------ |
| Japon (Oricon)              | 96                 |
| Corée du Sud (Gaon)         | 1                  |
| US World Albums (Billboard) | 1                  |

## Ventes
| Région              | Ventes         |
| ------------------- | -------------- |
| Japon (Oricon)      | Plus de 1 303  |
| Corée du Sud (Gaon) | Plus de 68 268 |

## Récompenses et nominations

### Émissions musicales
| Chanson             | Émission               | Date          |
| ------------------- | ---------------------- | ------------- |
| "Through the Night" | Inkigayo (SBS)         | 9 avril 2017  |
| "Through the Night" | Show Champion (MBC)    | 12 avril 2017 |
| "Palette"           | M Countdown (Mnet)     | 27 avril 2017 |
| "Palette"           | M Countdown (Mnet)     | 4 mai 2017    |
| "Palette"           | Show! Music Core (MBC) | 29 avril 2017 |
| "Palette"           | Show! Music Core (MBC) | 6 mai 2017    |
| "Palette"           | Inkigayo (SBS)         | 30 avril 2017 |
| "Palette"           | Inkigayo (SBS)         | 7 mai 2017    |
| "Palette"           | Inkigayo (SBS)         | 14 mai 2017   |
| "Palette"           | Music Bank (KBS2)      | 5 mai 2017    |
| "Palette"           | Music Bank (KBS2)      | 19 mai 2017   |
| "Palette"           | Show Champion (MBC)    | 17 mai 2017   |